# 벨로 데 노비아 (2003년 텔레노벨라)
《벨로 데 노비아》(스페인어: Velo de novia)은 2003년 방영된 멕시코의 텔레노벨라이다.